# Joanna Hogg
Joanna Hogg (Londres, 20 de marzo de 1960) es una directora y guionista de cine británica. En 2007 dirigió su primer largometraje, Unrelated.

## Trabajo en televisión
Tras dejar la escuela a finales de la década de 1970, Hogg trabajó como fotógrafa y empezó a rodar películas Super-8 después de tomar prestada una cámara del director británico Derek Jarman, quien se convirtió en su mentor tras haberse conocido por casualidad en un café del Soho. Una de sus películas, que trataba acerca de la escultura kinética del artista Ron Haselden, le hizo obtener una plaza para estudiar dirección en la National Film and Television School. En 1986, su pieza de graduación llamada Caprice fue protagonizada por Tilda Swinton. Tras graduarse, dirigió varios vídeos musicales para artistas como Alison Moyet, y consiguió su primer encargo para televisión: lamdirección y escritura de un segmento para la miniserie de Network 7, Flesh + Blood. En la década de 1990, Hogg dirigió episodios de London Bridge, Casualty y London's Burning. También dirigió el especial de EastEnders llamado EastEnders: Dot's Story (2003).
Cuando a Hogg se le preguntó acerca del tratamiento que reciben las mujeres en el mundo de la televisión, Hogg respondió: "En la televisión, las mujeres acostumbran estar a cargo de programas factuales, por lo que se las suele encasillar. Las series de televisión que dirigí, como London's Burning, normalmente estaban dirigidas por hombres y los equipos técnicos estaban formados principalmente por hombres. En la década de 1990, tuve que hacer frente a la actitud de los hombres del equipo a quienes no les gustaba que una mujer les dijera qué hacer. Era agotador. Tenías que entrar con armadura, lista para pelear. Ahora tengo cuidado cuando contrato a los miembros del equipo. Soy alérgica a ese tipo de actitudes".

## Carrera cinematográfica

### Caprice(1986)
Joanna Hogg dirigió con 26 años a la entonces desconocida Tilda Swinton en Caprice, su pieza de graduación, un cortometraje de apenas 27 minutos. Este cuenta la historia de Lucky, una mujer joven que se embarca en una aventura en el mundo de fantasía de Caprice, su revista de moda favorita.
Se ha descrito como el cruce de "un sueño surrealista en Technicolor", cuyo uso del color recuerda a las prodigiosas películas del dúo que formaban Michael Powell y Emeric Pressburger (Las zapatillas rojas), con el glamour de la década de 1980. El tono abiertamente juguetón de este cortometraje diferirá, no obstante, del estilo que caracterizará su filmografía posterior.

### Unrelated(2007)
En relación a este filme, Hogg dijo: "Quería realizar una película haciendo todo lo que me dijeron que no podía hacer en televisión". 
Su primer largometraje no llegaría hasta décadas después: Unrelated, que se estrenó en 2007. Este filme cuenta la historia de Anna (Kathryn Worth), una mujer de mediana edad, sin hijos y en horas bajas con su marido, que se va de vacaciones a la Toscana con su amiga Verena (Mary Roscoe) y su familia. A Anna no la acompaña su marido, que ha decidido desmarcarse del plan en el último momento. Allí, todos se alojan en una villa que pronto parece cerrarse sobre sus habitantes y, rápidamente, se generan todo tipo de tensiones entre ellos. En este entorno, un primo de los hijos de Verena, Oakley (Tom Hiddleston), se convierte en el objeto de deseo de Anna. Así, a medida que avance el tiempo, pasará más tiempo con los hijos adolescentes de Verena y Oakley, entregándose al hedonismo de la juventud. Asimismo, la compañía de Oakley, por el que sentirá una creciente tensión sexual, la ayudará a tomar conciencia de lo que significa tanto ser joven como haber dejado de serlo.
La película fue aclamada por la crítica, estrenándose en el Festival de Cine de Londres (London Film Festival) en 2007, donde se alzó con el premio FIPRESCI de la Crítica Internacional. No obstante, Unrelated no se llegó a estrenar en la mayoría de salas británicas hasta septiembre de 2008. En torno a su estreno hubo mucho revuelo y muchos críticos del sector se refirieron a ella como la película británica más original del año. Estos también destacaron su atmósfera y estilo "poco británicos", comparándola con directores como Ozu, Chabrol y Rohmer. Con este último se han trazado múltiples comparaciones, especialmente en lo referente a una de sus películas, El rayo verde (1986), dado que comparte muchos rasgos con el filme que aquí se trata, en tanto que ambos giran en torno a mujeres a la deriva, cuyas respectivas parejas las han dejado tiradas a las puertas de las vacaciones, y que pasan el verano con sus amigos en busca de algún tipo de revelación, que ambas, finalmente, llegan a conocer. Esta comparación también fue observada por The Criterion Collection, cuando presentó ambos filmes como una doble sesión titulada "Bon Voyage Blues" en su plataforma de visionado en línea The Criterion Channel. Del mismo, cabe añadir que no es casualidad el semblante que comparten las actrices protagonistas de ambas cintas, Kathryn Worth y Marie Rivière.
La mirada incisiva de Hogg se ejemplifica a la perfección en las decisiones técnicas que se tomaron durante la realización de este filme. Tanto el trabajo de cámara, que observa a los personajes desde la distancia, como el diseño de sonido, que crea la sensación en el espectador de que está escuchando sin querer la conversación de otros, contribuyen a crear esa atmósfera de desapego, propia del estilo de Hogg, que unos admiran y otros desprecian. Esta atmósfera es la que, en este caso, favorece la concepción de Unrelated como un estudio del comportamiento humano civilizado y, en concreto, como un estudio realizado con una precisión y exactitud clínicas y que, a pesar de o gracias a la distancia, se siente como veraz.
El filme se rodó con bajo presupuesto y en localización, empleando una cámara Sony Z1.
En la lista "Top 100 películas de la década" que publicó The Guardian el diciembre de 2009, sus críticos ubicaron Unrelated en la posición 21ª, convirtiéndose en el filme británico que ocupaba el puesto más elevado de entre el resto que figuraban en la lista.

### Archipelago(2010)
El segundo largometraje de Hogg, Archipelago, se estrenó en el Festival de Cine de Londres de 2010, donde fue candidata a Mejor Película. Posteriormente, contó con una más amplia distribución, estrenándose en la mayor parte de las salas del Reino Unido el 4 de marzo de 2011, de la mano de Artificial Eye.
Este filme nuevamente gira en torno a una familia de clase media que se da cita para unas vacaciones en Tresco, una de las islas Sorlingas pertenecientes al condado de Cornualles. Patricia (Kate Fahy) y sus dos hijos adultos, Edward (Tom Hiddleston) y Cynthia (Lydia Leonard), han alquilado una casa en la isla, donde se instalan mientras aguardan la llegada del marido de Patricia, Will. La familia es atendida por Rose (Amy Lloyd), una alegre y joven cocinera que rápidamente congenia con Edward, pero que, en cambio, desagrada a Cynthia, por formar parte del servicio. Y es aquí, en el agreste paisaje de la isla de Tresco, donde estos individuos conviven en un entorno de falsa apacibilidad, que pronto degenera a un estado de crispación. Aquí es donde los protagonistas de esta historia descubren que, a pesar de ser familia, son unos completos desconocidos y que el respeto que se profesaban no era más real que las visiones que tenían los unos de los otros, es decir, artificiosas e hipócritas.
Cabría destacar que en el tráiler de la película, cuando se presenta el título del filme, Archipelago, también figura la descripción del término: "un grupo de islas diseminadas en una gran masa de agua". Esto es importante porque probablemente no solo haga alusión a la isla de Tresco y al archipiélago que constituyen las islas Sorlingas, sino también a la condición de los protagonistas de este relato, que son como islas separadas las unas de las otras, sin posibilidad alguna de remediar la distancia.
Hogg reconoció haber tenido en mente Stromboli, tierra de Dios (1950) y, en concreto, la escena de la pesca del atún, cuando rodó la escena de caza de su filme Archipelago. La utilizó como referencia, en tanto que le parecía admirable la capacidad de Rossellini para convertir un simple acto como la pesca en algo tan perturbador y chocante y para que, asimismo, este momento constituyera un punto clave del que derivar el drama.

### Exhibition(2013)
Su tercera película, Exhibition, fue protagonizada por la cantante Viv Albertine y el artista conceptual Liam Gillick, así como por el frecuente colaborador de la directora, Tom Hiddleston. La película se estrenó en el Festival Internacional de Cine de Locarno en 2013 y, el 25 de abril de 2014 se estrenó en el Reino Unido, distribuida asimismo por Artificial Eye. Peter Bradshaw, crítico de cine del periódico británico The Guardian, se refirió a la película como "un enigma cinematográfico magistral", otorgándole las cinco estrellas.
En Exhibition, Hogg aborda por primera vez el concepto de "hogar" desde su concepción más física, a través de la historia de una pareja de artistas en la cincuentena y sin hijos, D (Viv Albertine) y H (Liam Gillick) - así es como se identifica a los protagonistas - que viven juntos, aunque separados, y solos en una austera, fría y ultramoderna casa londinense. Lo cierto es que, a pesar de habitar la misma casa, cada uno trabaja en un piso distinto, empleando un interfono para comunicarse entre sí. H es mucho más exitoso que D, cuyo arte aún no ha encontrado un público afín, cosa por la que no deberían preocuparse ninguno de los dos, pues se da a entender que no andan faltos de recursos económicos. No obstante, de este desequilibrio se deriva un malestar; se respira cierta tensión en el aire, en cada conversación, en cada interacción. El comportamiento de ambos es extraño, pero aún lo es más el que quieran mudarse después de haber vivido tantos años en esa casa, a la que claramente han prestado tan notable atención. Por lo visto, ya han encontrado un lugar al que mudarse. Este deseo injustificado debe ser sintomático de algún tipo de crisis en el seno de la pareja. Pero, exactamente, ¿por qué quieren mudarse? 
Todo es muy raro y, como de costumbre, lo incomprensible descoloca, pero también asusta. Sin embargo, esta incertidumbre es moldeada por Hogg y, de algún modo, transciende el medio. Parece que en este contexto de alienación, en esta casa que no se sabe muy bien si actúa como prisión o refugio, D encuentra un modo de sobrevenir la crítica situación en la que se halla su relación con H a través de su arte, reconectando a través de él con "la intimidad de su cuerpo". Hogg se refirió al personaje de Viv Albertine en este filme, diciendo: "Quería mostrar un personaje femenino que no tuviera hijos, pero que tuviera un fuerte instinto maternal. Ella dirige esta atención hacia la casa y su marido, y se pone nerviosa cuando este se marcha de la casa o cuando la pone en venta. Pero también es una artista y necesita un espacio para su creatividad. Esto se convierte en un reto para ella, dado que debe encontrar la manera de equilibrar todos estos diferentes roles".
Hogg es conocida por mezclar actores profesionales y no profesionales. Ya lo hizo en su anterior largometraje, Archipelago, al darle un papel al pintor de paisajes Christopher Baker, y lo volvió a hacer con Exhibition, filme cuyos protagonistas son interpretados por la cantante (miembro de la banda de punk rock The Slits), escritora y directora Viv Albertine y por el artista conceptual Liam Gillick, quienes vivieron en la casa en la que se desarrolla la historia durante el rodaje, de modo que, como expuso la directora, "los límites entre realidad y ficción se volvieron difusos".
En la totalidad de la obra de Hogg, la localización siempre ha jugado un papel de suma importancia, en primer lugar porque suele ser el punto a partir del que desarrolla cualquier película. De hecho, ya cuando escribía el guion de Archipelago, lo hizo pensando específicamente en Tresco, aún sin saber si le concederían el permiso para rodar en la isla. En el caso de Exhibition, la directora ya conocía al arquitecto de la casa antes de siquiera saber que querría rodar la película ahí.
En lo que se refiere al guion, la directora prefirió no darles a los actores diálogos que memorizar, sino que se limitó a escribir lo que quería conseguir en cada escena, para luego retirarles esa información y para que así trabajasen de forma más natural y las interpretaciones se nutrieran de sus propias impresiones. Asimismo, el guion se desarrolla en distintos planos: realidad, sueño y recuerdo, cosa que la directora consideró como un reto, recurso narrativo que justificó al referirse a la casa como "un contenedor de los sueños y recuerdos de los personajes".

### The Souvenir(2019)
El cuarto largometraje de la directora, The Souvenir, ha sido el primero en gozar de verdadera repercusión internacional, recibiendo una amplia distribución en las salas estadounidenses, y estrenándose en el Festival de Cine de Sundance en 2019, donde se alzó con el Gran Premio del Jurado. Asimismo, en noviembre de 2019, The Souvenir se proyectó en el Festival de Cine de Sevilla, donde se le dedicó una retrospectiva a su directora.
El título se refiere a la pintura homónima del pintor del Rococó francés Jean-Honoré Fragonard, en torno a la que gira una secuencia del filme. Este trata acerca de una joven cineasta, Julie, que intenta encontrar su camino, al mismo tiempo que lidia con la relación tóxica que mantiene con un hombre mayor que ella. El filme constituye una excepción en la filmografía de la directora, en tanto que se trata de un drama con tintes autobiográficos, lo que afecta al planteamiento de la película, que "se aleja de aquella frialdad distante que podía apreciarse en sus anteriores largometrajes y entra directamente en el terreno de lo personal". Aquí la cámara es más cercana, buscando mostrar los sentimientos de los personajes desde una distancia absolutamente natural. Un retrato de una relación de codependencia, en que recuerdo y realidad no siempre se corresponden, a raíz de la inherente subjetividad asociada a la experiencia personal, así como a la maleabilidad de la memoria. 
Hogg construye con maestría un filme que transciende su propia narrativa y se convierte en una reflexión sobre el arte, el cine, la realidad, el recuerdo y el paso del tiempo, así como sobre la perspectiva que este último otorga. Una reflexión sobre las relaciones que se configuran entre estos conceptos, a veces de imitación, otras de reinvención. Los propios protagonistas del filme se debaten sobre el propósito del cine, lo que debe mostrar y de qué forma, planteando cuestiones como, por ejemplo, si es válida la autoficción o si lo es entender el cine no solo como un medio de expresión, sino también como terapia para el cineasta, como ya sugirió el director sueco Ingmar Bergman.
Asimismo, el filme implementa una serie de elementos que contribuyen a la identificación Julie-Joanna que van desde la recuperación de metraje que la joven directora rodó con su cámara Super 8 en la década de 1980, hasta la reconstrucción exacta del pied-à-terre de Knightsbridge en el que vivía Hogg durante su etapa de estudiante (incluyendo el mobiliario), o la incorporación de viejas cartas dirigidas, finalmente, tanto a Julie como a Joanna.
Este largometraje, en el que Hogg reúne a un elenco excepcional, está protagonizado por la prometedora debutante Honor Swinton Byrne, ahijada de la directora e hija de Tilda Swinton, la protagonista de Caprice, quien nuevamente se reúne con la directora en esta cinta, en la que encarna a la madre de Julie. Hogg dijo: "Tilda conoció a mi madre, y ha mezclado a la mía y a la suya para construir el personaje", lo que contribuyó a la confusión de realidad y ficción a otro nivel. El británico Tom Burke interpreta a Anthony, el amante de Julie. Esta decisión de casting no fue arbitraria; Hogg buscaba a un profesional, ya que creía que la manera como su amante se presentaba era sumamente teatral y falsaria, una actuación. Por el contrario, Hogg necesitaba a una no profesional para interpretar el papel de Julie. Tilda Swinton apuntó: "Joanna quería a alguien que no fuese una actriz y que en ningún momento hubiese querido ser actriz y que, no obstante, se sientese cómoda y relajada ante una cámara. La gente que ahora tiene diecinueve o veinte años están mucho más acostumbrada a verse en fotos que cualquier persona en los 80, pero Joanna estaba buscando a alguien que no tuviera una cara de selfie." Hogg, sin embargo, no pensó inmediatamente en su ahijada para el papel.
Hogg invitó a los actores principales a examinar cuidadosamente sus diarios y cartas, para que pudieran entender personalmente los personajes que interpretarían. Asimismo, como sucedió en Exhibition, muchas de las escenas se construyeron sencillamente alrededor de una idea, a partir de la cual Burke y Swinton Byrne debían improvisar, lo que añadió una nueva capa de realismo al relato.
The Souvenir contó con la participación del aclamado cineasta neoyorquino Martin Scorsese en su producción ejecutiva y fue distribuida por A24. 

### The Souvenir:Part II(2020)
Ya desde un principio, Hogg concibió The Souvenir como un díptico, como una historia que se dividiría en dos películas. Así pues, The Souvenir: Part II, constituye la continuación de la historia de Julie. De este modo, la cinta vuelve a estar protagonizada por Honor Swinton Byrne. También reaparecerán en esta segunda parte Tilda Swinton ,el actor y director Richard Ayoade, y la actriz Ariane Labed. Además, habrá nuevas incorporaciones al elenco como Joe Alwyn, Charlie Heaton y Harris Dickinson.
Actualmente, The Souvenir: Part II está en fase de posproducción.

## Estilo
El estilo de Hogg está influenciado por directores como Éric Rohmer y Yasujirō Ozu. El cine de Hogg se caracteriza por el uso de planos secuencia, una cámara casi estática y normalmente distante, y por aprovechar la luz natural disponible. En sus películas mezcla actores profesionales y no profesionales, como ya hacía Roberto Rossellini, a partir de la premisa personal de que esto confiere un mayor realismo al relato. Además, la directora suele aislar a su reparto y equipo en un solo lugar durante todo el rodaje para, así, "contener la energía".
Su representación de personajes de clase media ha llevado a algunos críticos a ver su trabajo como la punta de lanza de un nuevo tipo de realismo social en el cine británico, que recuerda a la retórica de cineastas como Michelangelo Antonioni y Luchino Visconti.

## Radio
En 2015, Hogg dirigió el guion adaptado no producido de Harold Pinter de un relato corto de Karen Blixen para Radio 4, adaptando el guion junto con el productor Laurence Bowen. Fue protagonizado por Lydia Leonard, quien trabajó con Hogg en Archipelago, y Bertie Carvel.

## Chantal Akerman NOW y A Nos Amours
En octubre de 2015, Hogg fue comisaria de la exposición retrospectiva de la obra de instalación de la cineasta Chantal Akerman, "Chantal Akerman NOW" en la Ambika P3 Gallery. Esta fue la culminación de una retrospectiva de la obra de Akerman que se desarrolló a lo largo de dos años, la cual Hogg había programado junto con Adam Roberts, con quien fundó el colectivo de cine A Nos Amours en 2011. El colectivo está "dedicado a la programación que se suele pasar por alto, que normalmente no se exhibe o al cine especialmente potente". En una entrevista, Hogg dijo que "está creciendo una nueva generación que realmente desconoce el trabajo de directores como Tarkovsky". Intentar poner fin a esta ignorancia fue una de las principales cuestiones que la motivaron a crear este colectivo.

## Créditos en televisión
- Flesh + Blood (Miniserie para Network 7) Channel Four (1988)
- Kersplat (6 episodios) Channel Four (1991)
- Dance Eight BBC (1992)
- Going Underground Carlton Television (1992)
- Oasis (Drama en 10 partes) Carlton Television (1992)
- London Bridge Carlton Television (16 episodios entre 1995 y 1996)
- Staying Alive (2 episodios) LWT (1997)
- Casualty (Serie de televisión) BBC (1997-1998)
- London's Burning LWT (1999)
- Reach for the Moon (3 episodios) LWT (2000)
- EastEnders: Dot's Story BBC (2003)

## Filmografía
| Año  | Título                | Directora | Guionista | Productora |
| ---- | --------------------- | --------- | --------- | ---------- |
| 1986 | Caprice               | Sí        | Sí        | No         |
| 2007 | Unrelated             | Sí        | Sí        | No         |
| 2010 | Archipelago           | Sí        | Sí        | No         |
| 2013 | Exhibition            | Sí        | Sí        | No         |
| 2019 | The Souvenir          | Sí        | Sí        | Sí         |
| 2020 | The Souvenir: Part II | Sí        | Sí        | Sí         |